# Hanazuki
Hanazuki (japonsky 花月) byl jediný dokončený torpédoborec podtřídy Mičizuki z třídy Akizuki japonského císařského námořnictva za druhé světové války. Byl dokončen v prosinci 1944 jako devátá jednotka třídy Akizuki a jeho prakticky jedinou bojovou misí byl doprovod vyplouvající bitevní lodě Jamato během operace Ten-gó. Po japonské kapitulaci byl odzbrojen a sloužil jako repatriační plavidlo. V létě 1947 byl předán americkému námořnictvu jako DD-934 a roku 1948 potopen jako cvičný cíl.
U japonských jmen je rodné jméno uváděno na prvním místě a rodové jméno na druhém

## Popis
Hanazuki patřil ke třetí sérii torpédoborců třídy Akizuki. Ta byla původně navržena jako třída protiletadlových doprovodných plavidel. Nakonec ale bylo rozhodnuto instalovat jeden čtyřhlavňový torpédomet typu 92 model 4 s celkovou zásobou osmi 610mm torpéd typu 93.
Hlavní hlavňovou výzbroj Hanazuki – a hlavní identifikační znak třídy Akizuki – představovalo osm rychlopalných víceúčelových 100mm děl typu 98 s délkou hlavně 65 ráží ve čtyřech dvouhlavňových věžích. K jejich zaměřování sloužil jeden 4,5 metrový stereoskopický dálkoměr nad můstkem.
Hanazuki nesl celkem sedm 25mm trojčat: dvě na vyvýšených platformách vedle můstku, dvě na vyvýšené platformě před torpédometem, dvě na platformě za torpédometem a jedno mezi zadním stožárem a třetí dělovou věží. Tuto protiletadlovou výzbroj zpočátku doplňovalo dalších osm 25mm kanónů v jednohlavňovém uspořádání umístěných na palubě, které později doplnilo dalších osm jednohlavňových 25mm kanónů (koncem války tak Hanazuki nesl celkem 37 kusů 25mm kanónů) a čtyři jednohlavňové 13mm kulomety typu 93.
Hanazuki nesl po dokončení centimetrový přehledový radar proti vzdušným i hladinovým cílům typu 22 Gó s anténou ve tvaru dvou trychtýřů na předním stěžni a dva metrové přehledové radary 13 Gó pro sledování vzdušných cílů. Jedna anténa byla umístěna na zadním stěžni a druhá na předním nad radarem 22 Gó.

## Služba
Hanazuki byl dokončen 26. prosince 1944 v Maizuru a následně byl zařazen do výcvikové 11. suirai sentai (水雷戦隊 ~ eskadry torpédoborců) Rengó kantai. Jeho prvním a jediným velitelem se stal čúsa (中佐 ~ fregatní kapitán) Hideo Higaši.
Dne 21. ledna 1945 připlul Hanazuki do Kure, odkud poté vyplouval na cvičné plavby do Vnitřního moře. Dne 15. března se stal vlajkovou lodí 31. sentai (戦隊 ~ eskadra) 2. kantai (艦隊 ~ loďstvo) a svoji standartu na něm vztyčil šóšó (少将 ~ kontradmirál) Nobukiči Curuoka.
Dne 29. března předal Hanazuki v Kure část paliva ze svých nádrží bitevní lodi Jamato, která se připravovala k vyplutí. Tou dobou tvořil Hanazuki spolu s torpédoborci Maki a Kaja 43. kučikutai (駆逐隊 ~ divize torpédoborců), která byla podřízena 31. sentai. Spolu s Maki a Kaja vyplul Hanazuki 6. dubna, aby doprovodily Suidžó tokkó butai (水上特攻部隊 ~ Speciální útočný hladinový svaz) čúdžó (中将 ~ viceadmirál) Seiiči Itóa složenou z bitevní lodě Jamato, lehkého křižníku Jahagi a osmi torpédoborců, která vyplouvala z Tokujamy. Hanazuki doprovodil Suidžó tokkó butai až k Bungo suidó, kde se 43. kučikutai oddělila a vrátila se na základnu.
Dne 20. dubna byla 31. sentai podřízena Rengó kantai. Po zbytek války zůstal Hanazuki ve Vnitřním moři, kde se mu rovněž podařilo přečkat letecké útoky, které koncem války likvidovaly zbývající plavidla císařského námořnictva. Kapitulace Japonska zastihla Hanazuki v Kure.
Dne 5. října 1945 byl Hanazuki vyškrtnut ze seznamu lodí japonského námořnictva. Loď byla odzbrojena a použita k repatriacím japonských posádek z okupovaných území zpět do Japonska. Odzbrojení proběhlo postupně. Nedatovaná poválečná fotografie v Gakken #23 zobrazuje Hanazuki pouze s první přední věží 100mm děl, zatímco druhá věž byla již demontována. Fotografie z 26. prosince 1946 ukazuje již zcela odzbrojený Hanazuki kotvící v Jokosuce.
V roce 1947 byl Hanazuki předán americkému námořnictvu. Podle Nevitta se tak stalo v červnu, ale podle Nippon kaigun kantei šašinšú se tak stalo až 29. srpna v Čching-tao. U amerického námořnictva obdržel Hanazuki označení DD-934. Dne 3. února 1948 byl potopen jako cvičný cíl u Gotó rettó.